# Директна кинематика
Директна кинематика односи се на употребу кинематичких једначина робота за израчунавање положаја крајњег ефектора из одређених вредности за заједничке параметре. 
Једначине кинематике робота користе се у роботици, рачунарским играма и анимацији. Обрнути поступак који израчунава заједничке параметре којима се постиже одређени положај крајњег ефектора познат је као инверзна кинематика . 

## Кинематичке једначине
Кинематичке једначине за серијски ланац робота добијају се помоћу круте трансформације [Z] да би се окарактерисало релативно кретање дозвољено на сваком зглобу и одвојена крута трансформација [Х] да би се дефинисале димензије сваке везе. Резултат је секвенца крутих трансформација наизменичних трансформација зглобова и спојева од основе ланца до његове крајње везе, која је изједначена са наведеним положајем за крајњу везу, 
{\displaystyle [T]=[Z_{1}][X_{1}][Z_{2}][X_{2}]\ldots [X_{n-1}][Z_{n}],\!}
где је [Т] трансформација која лоцира крајњу везу. Те једначине се називају кинематичке једначине серијског ланца.

## Трансформације веза
1955. године, Жак Денавит и Ричард Хартенберг увели су конвенцију о дефиницији заједничких матрица [Z] и матрица веза [Х] како би стандардизовали координатни оквир за просторне везе. Ова конвенција поставља оквир споја тако да се састоји од померања завртња дуж Z осе 
{\displaystyle [Z_{i}]=\operatorname {Trans} _{Z_{i}}(d_{i})\operatorname {Rot} _{Z_{i}}(\theta _{i}),}
и поставља оквир везе тако да се састоји од померања завртња дуж Х осе, 
{\displaystyle [X_{i}]=\operatorname {Trans} _{X_{i}}(a_{i,i+1})\operatorname {Rot} _{X_{i}}(\alpha _{i,i+1}).}
Користећи ову нотацију, свака веза трансформације иде дуж серијског ланчаног робота и може се описати трансформацијом координата, 
{\displaystyle {}^{i-1}T_{i}=[Z_{i}][X_{i}]=\operatorname {Trans} _{Z_{i}}(d_{i})\operatorname {Rot} _{Z_{i}}(\theta _{i})\operatorname {Trans} _{X_{i}}(a_{i,i+1})\operatorname {Rot} _{X_{i}}(\alpha _{i,i+1}),}
где су θ и, д и, α и, и + 1 и а и, и + 1
познати као Денавит-Хартенбергови параметри. 

### Поновно посећене једначине кинематике
Једначине кинематике серијског ланца од n веза, са заједничким параметрима θ и дате су у
{\displaystyle [T]={}^{0}T_{n}=\prod _{i=1}^{n}{}^{i-1}T_{i}(\theta _{i}),}
где {\displaystyle {}^{i-1}T_{i}(\theta _{i})} је матрица трансформације из оквира везе {\displaystyle i} повезати {\displaystyle i-1} . У роботици то је конвенционално описано параметрима Денавит-Хартенберг. 

### Денавит-Хартенбергова матрица
Матрице повезане са овим операцијама су: 
{\displaystyle \operatorname {Trans} _{Z_{i}}(d_{i})={\begin{bmatrix}1&0&0&0\\0&1&0&0\\0&0&1&d_{i}\\0&0&0&1\end{bmatrix}},\quad \operatorname {Rot} _{Z_{i}}(\theta _{i})={\begin{bmatrix}\cos \theta _{i}&-\sin \theta _{i}&0&0\\\sin \theta _{i}&\cos \theta _{i}&0&0\\0&0&1&0\\0&0&0&1\end{bmatrix}}.}
Слично томе,
{\displaystyle \operatorname {Trans} _{X_{i}}(a_{i,i+1})={\begin{bmatrix}1&0&0&a_{i,i+1}\\0&1&0&0\\0&0&1&0\\0&0&0&1\end{bmatrix}},\quad \operatorname {Rot} _{X_{i}}(\alpha _{i,i+1})={\begin{bmatrix}1&0&0&0\\0&\cos \alpha _{i,i+1}&-\sin \alpha _{i,i+1}&0\\0&\sin \alpha _{i,i+1}&\cos \alpha _{i,i+1}&0\\0&0&0&1\end{bmatrix}}.}
Употреба конвенције Денавит-Хартенберг даје матрицу трансформације везе, [ и-1 Т и ] као: 
{\displaystyle \operatorname {} ^{i-1}T_{i}={\begin{bmatrix}\cos \theta _{i}&-\sin \theta _{i}\cos \alpha _{i,i+1}&\sin \theta _{i}\sin \alpha _{i,i+1}&a_{i,i+1}\cos \theta _{i}\\\sin \theta _{i}&\cos \theta _{i}\cos \alpha _{i,i+1}&-\cos \theta _{i}\sin \alpha _{i,i+1}&a_{i,i+1}\sin \theta _{i}\\0&\sin \alpha _{i,i+1}&\cos \alpha _{i,i+1}&d_{i}\\0&0&0&1\end{bmatrix}},}
познато као Денавит-Хартенбергова матрица.

## Рачунарска анимација
Директне кинематичке једначине могу се користити као метода у 3Д рачунарској графици за анимирање модела. 
Основни концепт директне кинематичке анимације је да се положаји одређених делова модела у одређено време израчунавају из положаја и оријентације објекта, заједно са било којим информацијама о зглобовима зглобног модела. Тако, на пример, ако је предмет који треба анимирати рука са раменом која остаје на фиксном месту, локација врха палца израчунала би се из углова рамена, лакта, ручног зглоба, палца и зглобови прстију. Три од ових зглобова (раме, зглоб и основа палца) имају више од једног степена слободе, што све мора бити узето у обзир. Да је модел цела људска фигура, тада би се и место рамена морало израчунати на основу других својстава модела. 
Директна кинематичка анимација се овим начином израчунавања може разликовати од инверзне кинематичке анимације - у инверзној кинематици оријентација зглобних делова израчунава се из жељеног положаја одређених тачака на моделу. Такође се разликује од осталих система анимације чињеницом да кретање модела директно дефинише аниматор - не узима се у обзир ниједан физички закон који би могао бити на снази на моделу, попут гравитације или судара са другим моделима.